# Stomatium
Stomatium är ett släkte av isörtsväxter. Stomatium ingår i familjen isörtsväxter.

## Bildgalleri

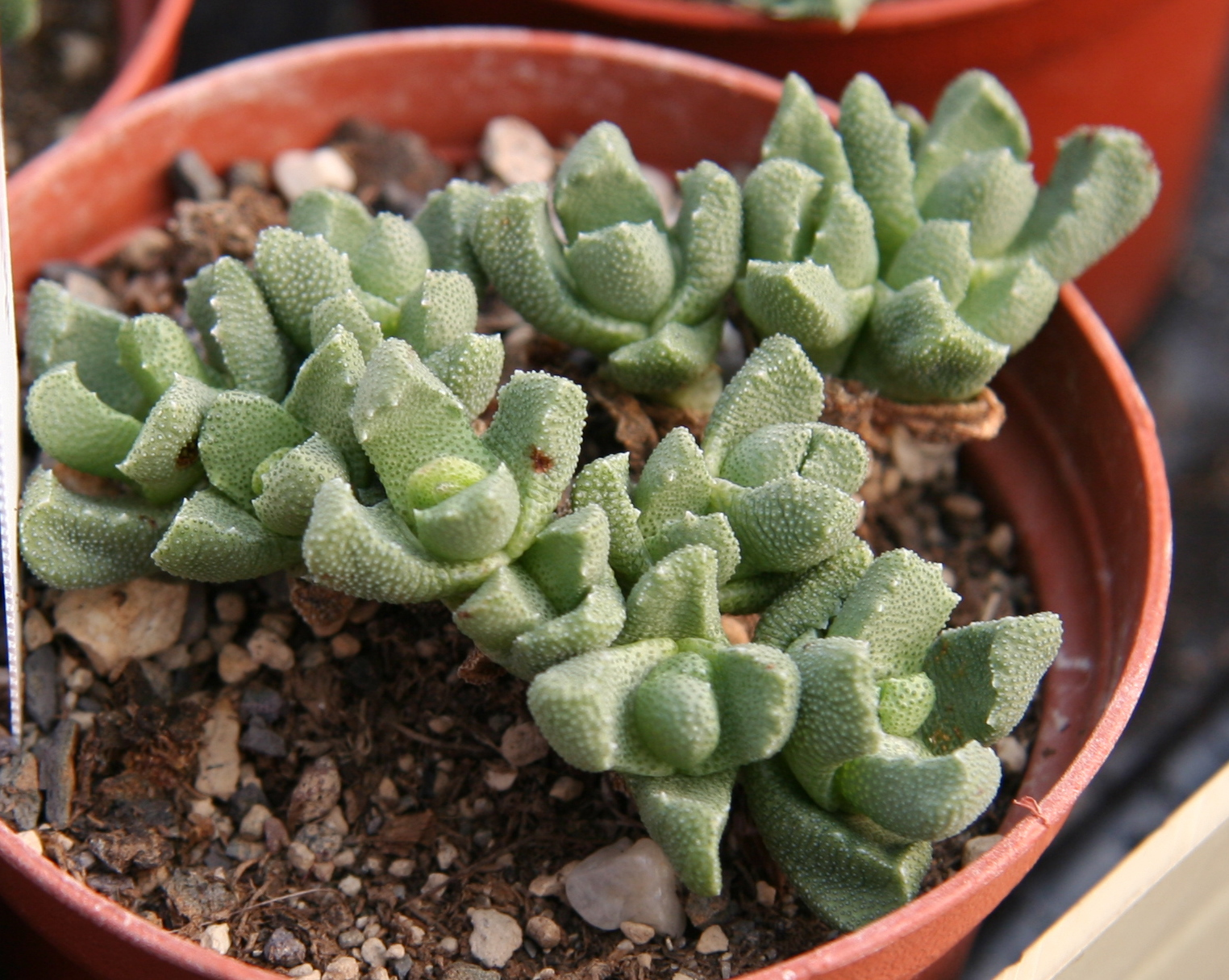
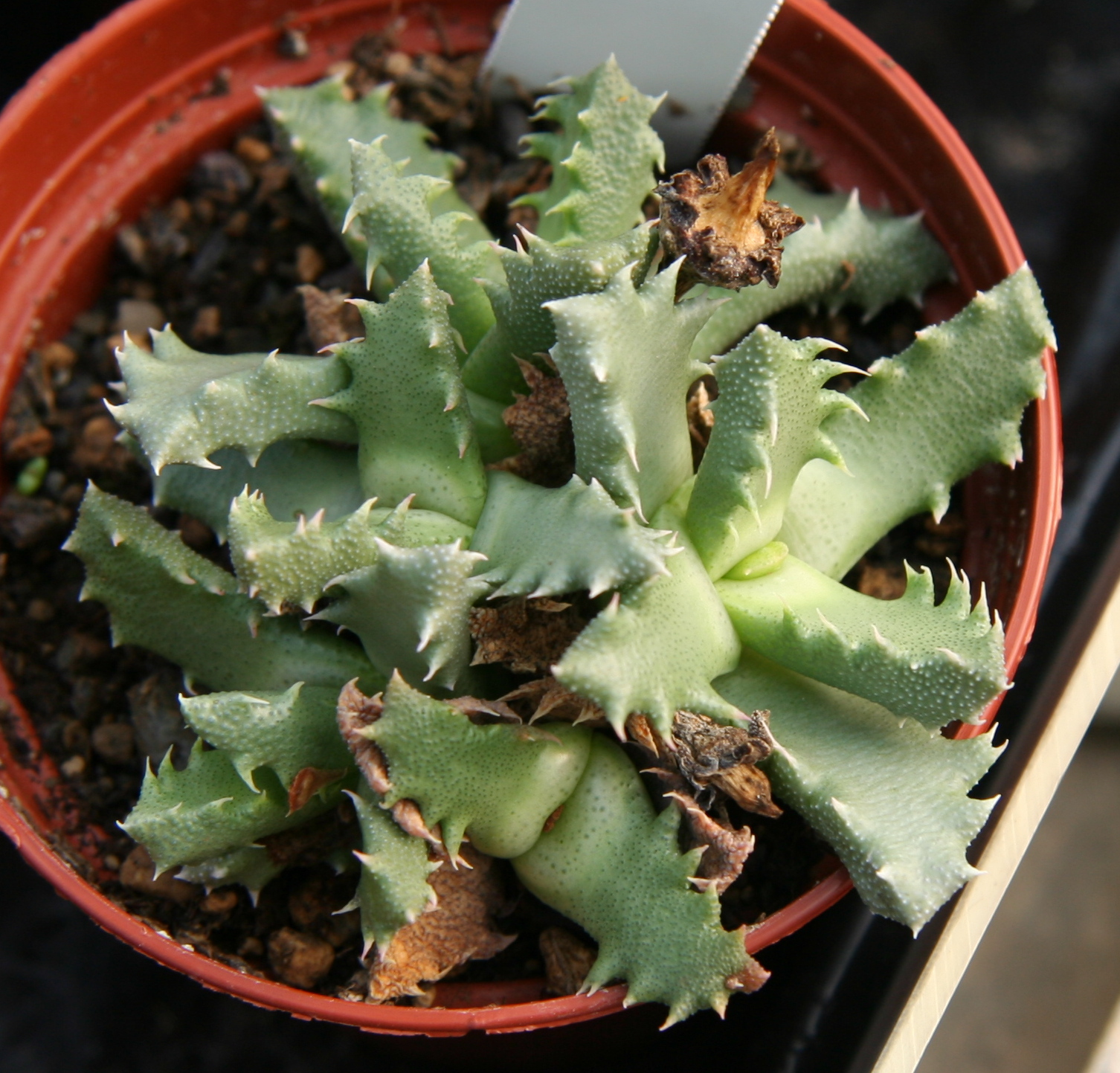
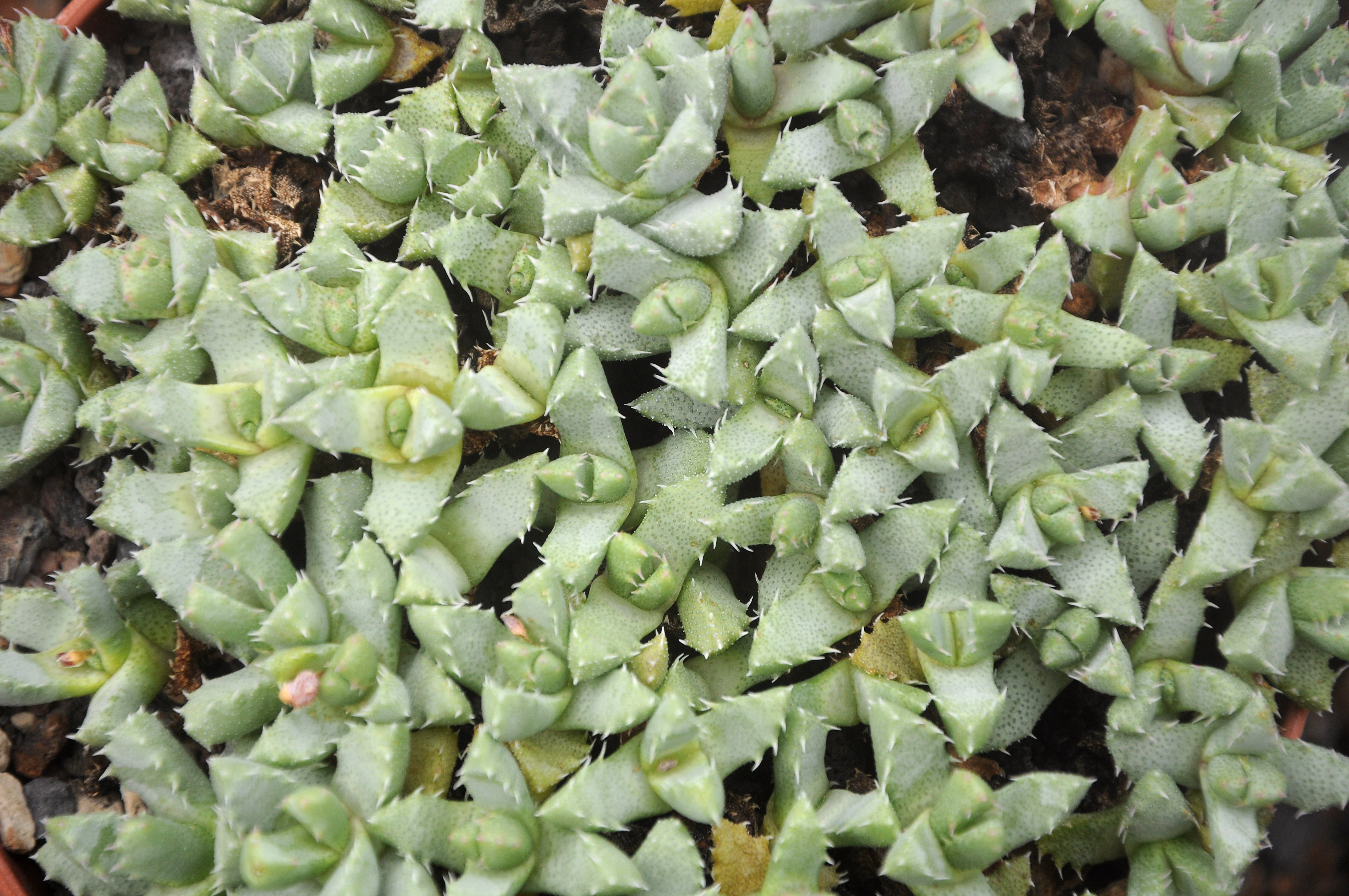

## Dottertaxa tillStomatium, i alfabetisk ordning[1]
- Stomatium acutifolium
- Stomatium agninum
- Stomatium alboroseum
- Stomatium angustifolium
- Stomatium beaufortense
- Stomatium bolusiae
- Stomatium braunsii
- Stomatium bryantii
- Stomatium deficiens
- Stomatium difforme
- Stomatium duthieae
- Stomatium ermininum
- Stomatium fulleri
- Stomatium geoffreyi
- Stomatium gerstneri
- Stomatium grandidens
- Stomatium integrum
- Stomatium jamesii
- Stomatium latifolium
- Stomatium lesliei
- Stomatium leve
- Stomatium loganii
- Stomatium meyeri
- Stomatium middelburgense
- Stomatium murinum
- Stomatium mustelinum
- Stomatium patulum
- Stomatium paucidens
- Stomatium peersii
- Stomatium pluridens
- Stomatium resedolens
- Stomatium ronaldii
- Stomatium rouxii
- Stomatium ryderae
- Stomatium suaveolens
- Stomatium suricatinum
- Stomatium trifarium
- Stomatium villetii
- Stomatium viride